# Anna Larroucau
Anna Larroucau Laborde de Lucero fue una filántropa y educadora francesa radicada en la Argentina. Pionera de la vid y de la industria vitivinícola en Argentina.  Ella nació en Oloron-Sainte-Marie, Francia, el 7 de marzo de 1864, más precisamente en el barrio de Sainte-Croix, de Oloron, calle Mercière N º 13, (antiguamente calle Centule). Falleció en San Martín (Mendoza), Argentina el 3 de septiembre de 1956. 

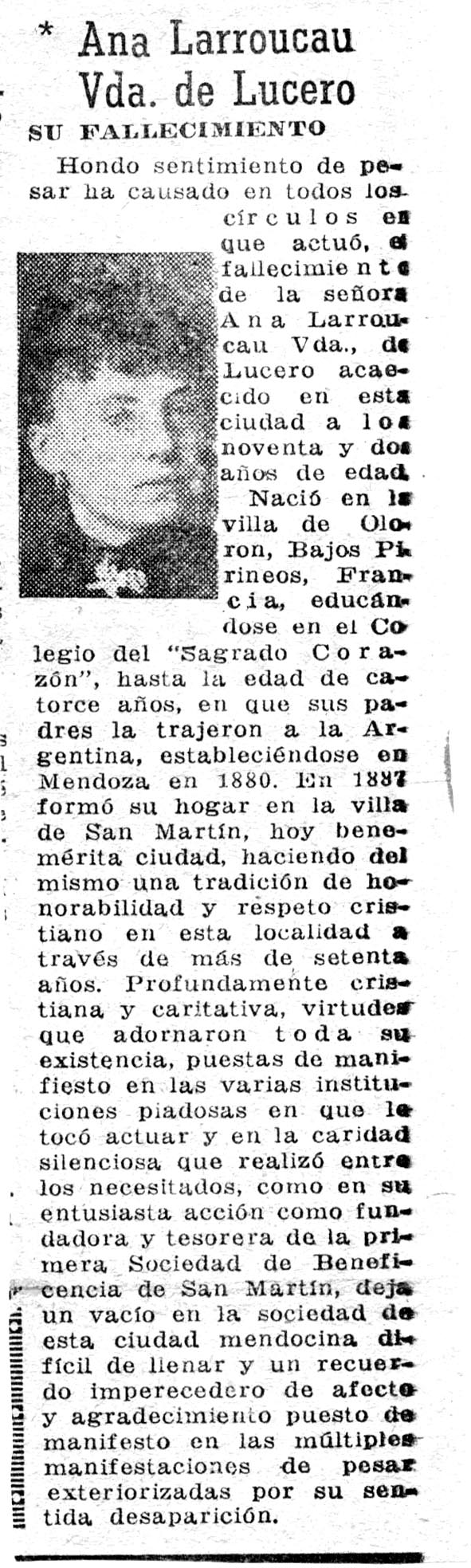
Obituario de Anna Larroucau, Los Andes, Mendoza, Argentina, 4/9/1956

 Anna Larroucau, hija de Luis Barthélémy Larroucau y Justine Laborde, era la mayor de 16 hermanos, todos nacidos en Oloron. Hacia 1878 Anna emigra a Argentina, en compañía de sus tíos y de algunos hermanos. En Argentina, Anna trabajó como institutriz y educadora durante un cierto tiempo, también enseñó música y francés. Hablaba con fluidez vasco, gascón y español. Su familia tenía vínculos de amistad con la familia del escritor Jules Supervielle. Anna realizó sus estudios en el Sacré-Cœur famoso Colegio de Oloron. Hacia 1880, Anna Larroucau introdujo en San Martín, Mendoza, las primeras plantas de vid de origen francés, las que había traído de Burdeos, Francia.  Gradualmente todos los viñedos de Mendoza, de origen español o italiano fueron reemplazados lentamente por estos nuevos de origen francés, proporcionando un rendimiento mejorado y una optimización del vino. El 27 de julio de 1887 en San Martín, Mendoza, se casó con Leopoldo Lucero Rincón, un reconocido hacendado, primo del gobernador de la vecina provincia de San Luis, el General de Brigada Pablo Lucero; ambos descendientes de la tradicional familia puntana Lucio Lucero. La pareja Lucero-Larroucau dará lugar a un linaje importante en toda la Argentina. Hacia 1900 Anna Larroucau, ya viuda, fue la fundadora de la Primera Sociedad de Beneficencia de la Villa de San Martín, Mendoza. Durante décadas administró dicha asociación, fue su creadora, presidenta y tesorera. Fue a través de esta institución que Anna Larroucau trabajó para el bienestar y la educación de la infancia en esa región de Argentina.
En 2016, la ciudad de Oloron nombra una calle en su honor.

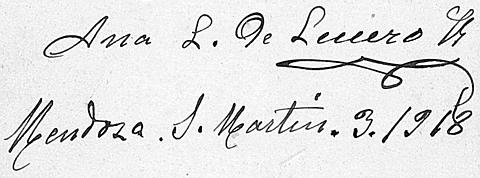
Anna Larroucau, signature